# Cônegos Regulares Lateranenses
Os Cônegos Regulares de Santo Agostinho da Congregação do Santíssimo Salvador Lateranense, antes chamados de Cônegos Regulares de Santa Maria de Frigionáia, nasceram a partir de uma fusão com outra ramificação cônega chamada "Renana", a pedido do Abade Vicente Garófali em 1.823. Mas o seu início se deu nos primórdios da Igreja Católica, em decêndencia direta da vida simples e comum dos apóstolos. Portanto, os Cônegos Regulares eram apenas padres comuns, muito ligados a comunidade local juntos com sacerdotes que serviam a diocese (os Diocesanos). Após o Sínodo de Latrão, houve a divisão entre os Religiosos (Cônegos) e os Padres (Diocesanos) em meados do Século X. Ao se organizar as diferentes linhagens Canônicas, algumas Ordens acataram, ou em outras palavras, solicitaram para Santo Agostinho, grande Filósofo da época, a criação de uma regra. Passaram assim a ser Regrantes, ou Regulares.

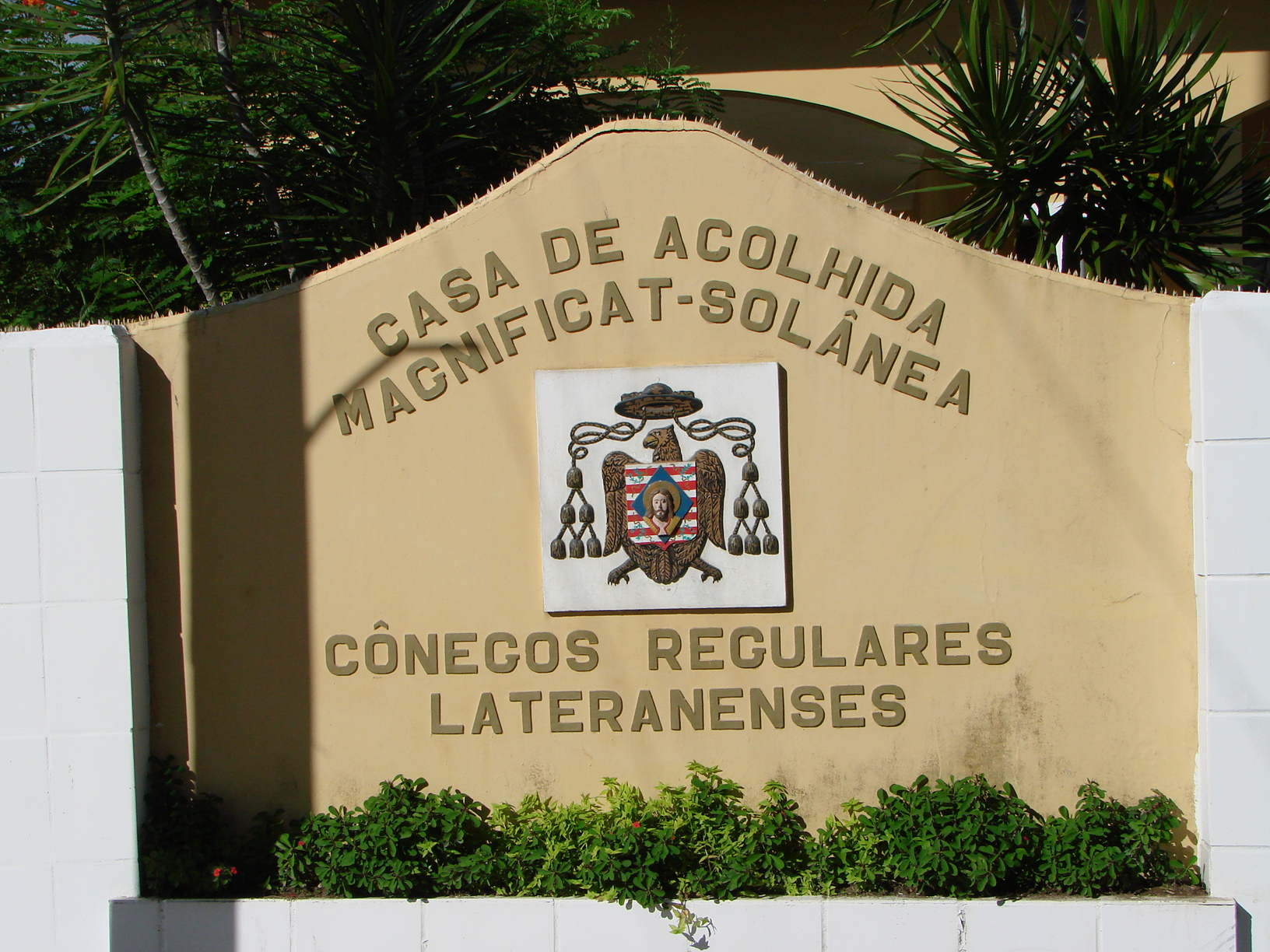
Ordem dos Cônegos em Solânea, seminário menor na Paraíba

## História
Em longo período, serviram, a pedido do bispo de Roma, Papa Eugênio IV em 1402, a Basílica de São João de Latrão, logo se tornaram conhecidos pela sua organização, carisma, vivência em comunidade, serviços pastorais, educação à crianças e evangelização. Atualmente, eles deixaram de servir a Basílica Mãe, sendo substituídos pela Ordem dos Franciscanos. Mas levaram consigo o nome da Basílica, tornando-se Lateranenses.
Estão presentes no mundo na África Central, Argentina, Áustria, Bélgica, Bielorrússia, Brasil, Estados Unidos, Espanha, França, Itália, Inglaterra, Países Baixos, Polônia, Porto Rico e República Dominicana. No Brasil, estão presentes nos Estados do Paraná, Paraíba, São Paulo, Rio Grande do Sul e Rio de Janeiro.
O Carisma da Ordem é a vivência em comunidade, ou seja, com bens comuns, sem nada de próprio, em referência ao Legislador da Ordem, Santo Agostinho: "Vivei unidos em uma só casa, senão em uma só alma e um só coração!"

## Brasil
No Brasil, em 1947, na missão de Santa Lúcia do Piaí-RS, dos quais foram convidados pelo Papa Pio XII a ingressarem na expasão da Ordem; o Padre Arcângelo Sysk juntamente com os seus companheiros fundaram um Seminário, sendo o Primeiro na Ámerica Latina pertencente a Ordem. Então, a partir desta cidade, a pedido dos bispos, tornaram-se servidores de algumas paróquias no Brasil, como a de Solânea, na Paraíba e a de Campina Grande, dos quais fazem mais de quinze anos, a partir da vinda do Cônego neerlandês Leonardo Vissers (in memoriam) para implantação nas cidades anteriores e circunvizinhas.